# باغ پیشگاه
باغ پیشگاه، روستایی از توابع بخش خَبر شهرستان بافت در استان کرمان ایران است. این روستا دومین روستای با اهمیت در بخش خَبر محسوب می‌شود. در امتداد دره خَبر به صورت شرقی-غربی کشیده شده‌است که قسمت شرقی آن متصل به دهستان خَبر می‌شود.

## جمعیت
این روستا در دهستان خبر (بافت) قرار دارد و براساس سرشماری مرکز آمار ایران در سال ۱۳۹۵، جمعیت آن ۵۲۱ نفر (۱۷۵ خانوار) بوده‌است.